# Coaraci
Coaraci es un municipio brasileño del estado de Bahía. Su población estimada en 2010 era de 20.964 habitantes.
Limita con los municipios de Itapitanga, Almadina, Ibicaraí, Itajuípe, Islotes y Ibicuí.
Es atravesada por el río Almada que desemboca en la ciudad de Ilhéus.
Su economía está básicamente centrada en la agricultura y el comercio local.